# Johnius goldmani
Johnius goldmani är en fiskart som först beskrevs av Bleeker, 1854.  Johnius goldmani ingår i släktet Johnius och familjen havsgösfiskar. Inga underarter finns listade i Catalogue of Life.